# Corrente di Davidson

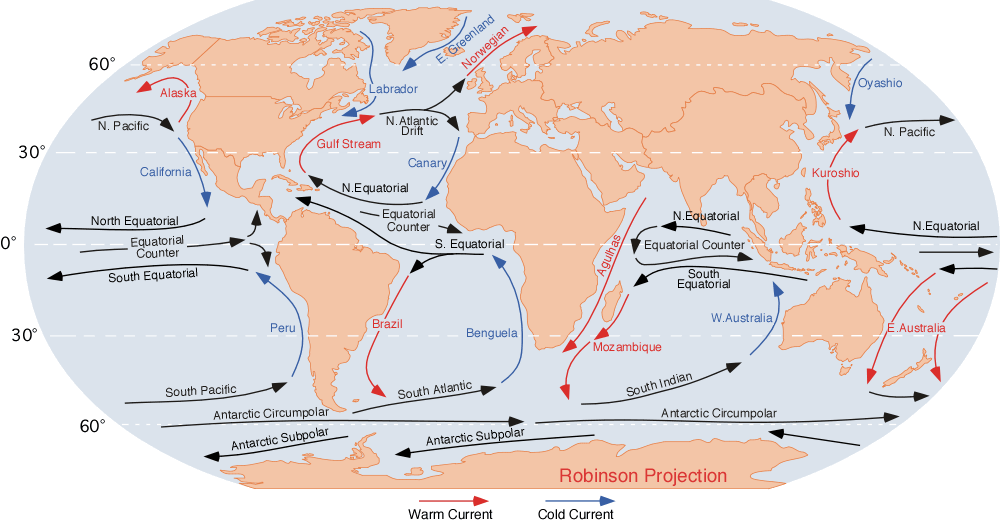
Le principali correnti oceaniche

La corrente di Davidson è una controcorrente costiera oceanica dell'Oceano Pacifico che fluisce verso nord lungo la costa occidentale degli Stati Uniti d'America, dalla Bassa California (in Messico) fino alla California settentrionale (negli USA), e che termina alla latitudine 48°N.

## Caratteristiche
Il flusso della corrente di Davidson è adiacente a quello della corrente della California, scorrendo però in direzione nord e a ridosso della linea costiera. La corrente è attiva per tutto l'anno a circa 200 m di profondità, ma tende a portarsi in superficie durante i mesi invernali, in genere da metà novembre a metà febbraio. In questi mesi i venti settentrionali tendono a indebolirsi e sono parzialmente rimpiazzati da venti di sudest.